# Форстау
Форстау (нем. Forstau) — коммуна (нем. Gemeinde) в Австрии, в федеральной земле Зальцбург. 
Входит в состав округа Санкт-Йохан-Понгау.  Население составляет 515 человек (на 15 мая 2001 года). Занимает площадь 59,4 км². Официальный код  —  50 409.

## Политическая ситуация
Бургомистр коммуны — Йозеф Букстайнер (АНП) по результатам выборов 2004 года.